# 桑折町
桑折町（日语：／ Koori machi */?）是位于日本福島縣伊達郡的一个町。

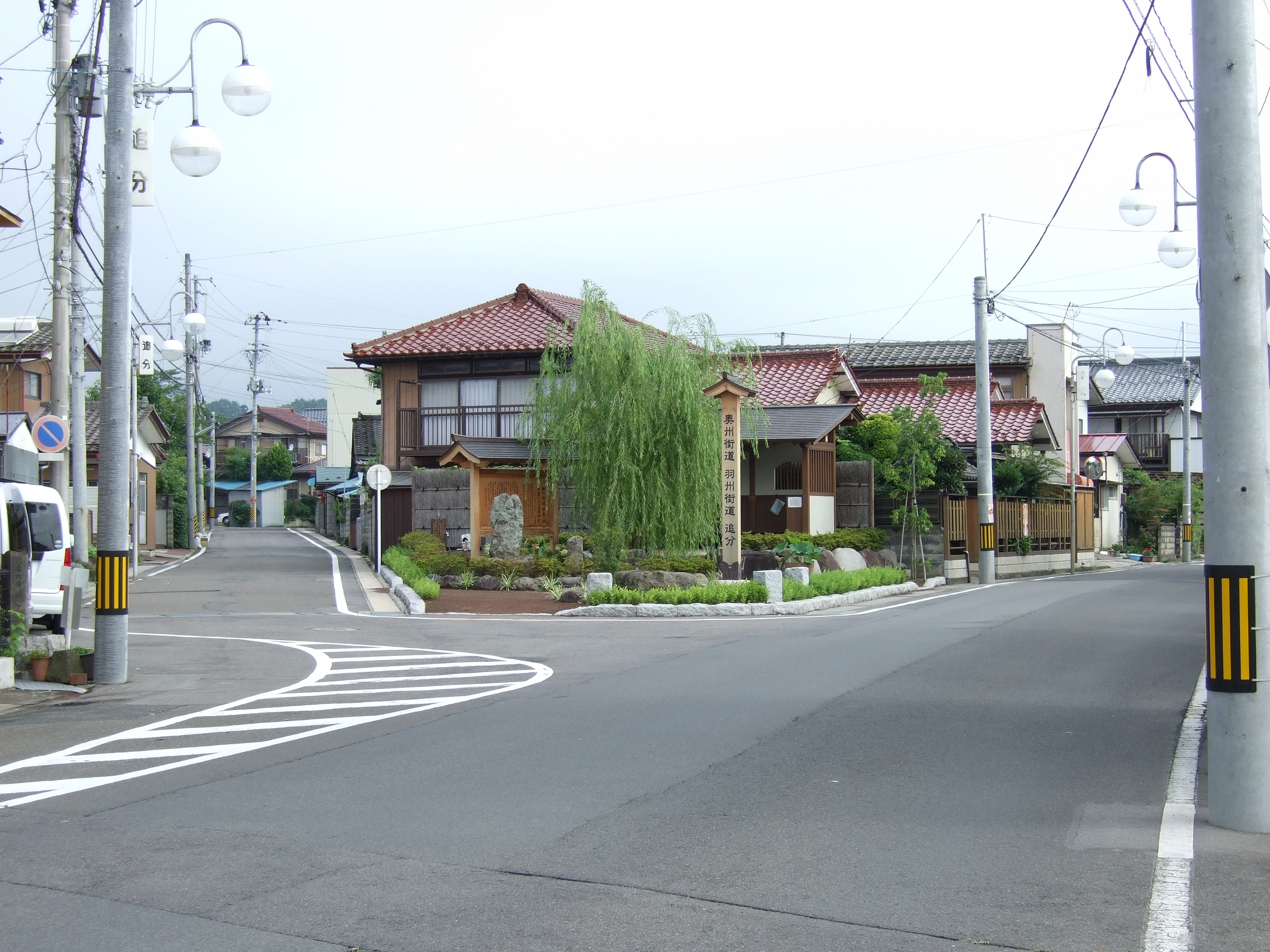
羽州街道（左）在桑折岔路口從奧州街道分出

## 外部連結
- 官方网站 （日語）